# 第2號交響曲 (韋伯)
韦伯的C大調第2號交響曲，作品號J. 51，作於1806年12月至1807年1月間，是他僅有的兩首交響曲作品之一。
第2號交響曲是為符騰堡歐根公爵宮中樂團所作，屬於韋伯的早期創作風格。事實上他大部分的管弦樂作品都寫於1800至1810年間，當時海頓尚在世，貝多芬的作品也還未掀起革命。是故，韋伯筆下的交響曲更多的繼承了來自海頓、莫扎特的古典主義色彩，在格局、份量上皆屬有限。

## 分析

### 配器
| - 木管樂器 - 長笛：1 - 雙簧管：2 - 低音管：2 | - 銅管樂器 - 法國號：2 - 小號：2 | - 定音鼓 | - 弦樂器 |

### 樂章
第1樂章
開篇氣勢可觀，第一主題由雙簧管奏出，隨後的轉調手法令人驚喜。樂章的第二主題交由法國號演奏，此一配器選擇頗有《魔彈》之風。
第2樂章
由中提琴特殊音色所構築的暗沉色彩，亦令人聯想《魔彈》的場景。
第3樂章
第4樂章
輕盈且充滿歡樂的終曲樂章，樂章最後仍埋有巧思。

## 外部連結
- 第2號交響曲 (韋伯)：国际乐谱典藏计划上的乐谱